# 15-й дивизион связи
15-й отдельный дивизион связи — воинское формирование Вооружённых сил СССР.
Образован 6 ноября 1941 года в результате переформирования 637-го отдельного батальона связи 32 армии. В период с 25 ноября по 20 декабря 1941 года на базе дивизиона сформирован 9-й отдельный полк связи 2-й танковой армии. 20 ноября 1944 года 9-й полк преобразован в 5-й гвардейский полк связи 2-й гвардейской танковой армии. 9 мая 1945 года получил наименование 5-й Отдельный гвардейский Демблинско-Померанский орденов Александра Невского и Кутузова 3-й степени полк связи.
В 1993 году полк выведен под Самару, в пос. Рощинский. В 1996 году 5-й полк связи был расформирован вместе со 2-й гвардейской танковой армией.